# Joseph Ludwig Raabe
Joseph Ludwig Raabe (Brodi, 1801. május 15. – Zürich, 1859. január 12.) svájci matematikus.

## Élete

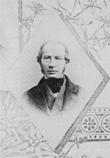
Joseph Ludwig Raabe

Mivel szülei meglehetősen szegények voltak, Raabe már egészen kicsi korától kénytelen volt magánórákkal keresni a kenyerét. 1820-ban kezdett matematikát tanulni a bécsi Polytechnicumban, Ausztriában. 1831 őszén Zürichbe költözött, ahol 1833-ban a matematika professzora lett. 1855-ben az újonnan alapított Svájci Polytechnicum professzora lett.
Leginkább a Raabe-féle aránytesztről ismert, amely a d'Alembert-féle arányteszt kiterjesztése. Raabe tesztje bizonyos esetekben egy végtelen sorozat konvergenciájának vagy divergenciájának meghatározására szolgál.  A gamma-függvény Raabe-integráljáról is ismert:
{\displaystyle \int _{a}^{a+1}\log \Gamma (t)\,dt={\tfrac {1}{2}}\log 2\pi +a\log a-a,\quad a\geq 0.}

## Publikációk
- Differential- und Integralrechnung (3 volumes) (Zürich, 1839-1847)
- Mathematische Mitteilungen (2 volumes) (1857-1858)

## Fordítás
- Ez a szócikk részben vagy egészben  a   Joseph Ludwig Raabe című angol Wikipédia-szócikk fordításán alapul.  Az eredeti cikk szerkesztőit annak laptörténete sorolja fel. Ez a jelzés csupán a megfogalmazás eredetét és a szerzői jogokat jelzi, nem szolgál a cikkben szereplő információk forrásmegjelöléseként.